# Фиат Чинкуеченто
Вижте пояснителната страница за други значения на Фиат 500.
„Фиат Чинкуеченто“ (Fiat Cinquecento) е модел миниавтомобили (сегмент A) на италианската компания „Фиат“, произвеждан от 1991 до 1998 година в Тихи, Полша.
Моделът заменя „Фиат 126“ и се предлага само като хечбек с три врати и няколко малолитражни бензинови двигателя, а след края на производството си е заменен от „Фиат Сейченто“.